# 斯坦尼斯拉夫卡 (文尼察州)
48°39′58″N 28°36′52″E / 48.66611°N 28.61444°E
斯坦尼斯拉夫卡（烏克蘭語：Станіславка），是烏克蘭的村落，位於該國西南部文尼察州，由圖利欽區負責管轄，始建於1699年，面積0.93平方公里，海拔高度250米，2001年人口170，人口密度每平方公里182.21人。